# Monnina vargasii
Monnina vargasii är en jungfrulinsväxtart som beskrevs av Ramón Alejandro Ferreyra. Monnina vargasii ingår i släktet Monnina och familjen jungfrulinsväxter. Inga underarter finns listade i Catalogue of Life.